# Hodod
Hodod (węg. Hadad) – wieś w Rumunii, w okręgu Satu Mare, w gminie Hodod. W 2011 roku liczyła 887 mieszkańców. 